# Anthropodyptes gilli
Az Anthropodyptes gilli a madarak (Aves) osztályának pingvinalakúak (Sphenisciformes) rendjébe, ezen belül a pingvinfélék (Spheniscidae) családjába tartozó fosszilis faj.
Nemének eddig az egyetlen felfedezett faja. A Palaeeudyptinae alcsaládba való helyezése vitatott és nincsen általánosan elfogadva.

## Tudnivalók
Az Anthropodyptes gilli egy kevéssé ismert őspingvinfaj. Ez az állat Ausztrália partjain költött, a középső miocén korszak idején. Az egész faj, egyetlen példány egyetlen felkarcsontjából (humerus) ismert. Ez az egy darab megkövesedett csont hasonlít az Új-Zélandon is élt Archaeospheniscus-fajok csontjaihoz; emiatt egyes őslénykutatók úgy vélik, hogy a szóban forgó pingvin is a Palaeeudyptinae alcsaládba tartozik.

### Fordítás
- Ez a szócikk részben vagy egészben  az   Anthropodyptes című angol Wikipédia-szócikk ezen változatának fordításán alapul.  Az eredeti cikk szerkesztőit annak laptörténete sorolja fel. Ez a jelzés csupán a megfogalmazás eredetét és a szerzői jogokat jelzi, nem szolgál a cikkben szereplő információk forrásmegjelöléseként.